# پوگوست (شهرستان ولسکی، استان آرخانگلسک)
پوگوست (به لاتین: Pogost) یک منطقهٔ مسکونی در روسیه است که در استان آرخانگلسک واقع شده‌است.